# Svetišče žadastega Bude, Šanghaj
Tempelj žadastega Bude ({{zh|s=玉佛禅寺 |t=玉佛禪寺 |p=Yùfó Chán Sì; šanghajsko: Niohveh Zoe Zy, dobesedno Tempelj žadastega Bude Čan) je budistični tempelj v Šanghaju. Ustanovljen je bil leta 1882 z dvema kipoma žadastega Bude, ki sta bila v Šanghaj po morju uvožena iz Mjanmara. To sta bila sedeči Buda (visok 1,95 metra, težak 3 tone) in manjši ležeči Buda, ki predstavlja Budovo smrt. V templju je zdaj tudi veliko večji ležeči Buda iz marmorja, darovan iz Singapurja, in obiskovalci lahko to večjo skulpturo zamenjajo za originalni, manjši kip.

## Zgodovina
Med vladavino cesarja Guangšuja (vladal 1875–1908) v dinastiji Čing se je Huigen, budistični menih z gore Putuo, odpravil na romanje v Tibet preko gore Vutai in gore Emei. Po odhodu iz Tibeta je obiskal Burmo. Medtem ko je bil tam, je Čen Džun-Pu, kitajski prebivalec v tujini, ki je prebival v Burmi, podaril pet kipov Bude iz žada Huigenu, ki je dva od njih prepeljal nazaj v Džjang-van v Šanghaju. Tukaj je Huigen z darovanimi sredstvi dal zgraditi tempelj in kmalu zatem umrl. Ta tempelj je bil med vstajo leta 1911 zaseden, kipi pa so bili premeščeni na cesto Maigen.
Budistični menih po imenu Kečen je kasneje dal zgraditi nov tempelj na zemljišču, ki ga je podaril Šeng Šuanhuai, visoki uradnik na cesarskem dvoru Čing. Šengov oče in stric sta bila pobožna budista. Ob ribniku Jidžov ob reki Džuanghuabang na severovzhodu Šanghaja sta zgradila hiše s slamnatimi strehami. To lahko štejemo za predhodnika samostana. Gradnja je trajala deset let, od leta 1918 do 1928. Kečen je povabil tudi častitega Dišjana z gore Tiantai, da pride in na veliki slovesnosti predava o budizmu.
Mojster Taišu je umrl v templju žadastega Bude 12. marca 1947.
Leta 1956 je v templju Šanghajsko budistično združenje priredilo slovesnost ob 2500. obletnici Budovega razsvetljenja.
Leta 1966, med kulturno revolucijo, so se menihi preživljali s prodajo ročnih izdelkov.
Leta 1983 je bil v templju pod okriljem Šanghajskega budističnega združenja ustanovljen Šanghajski inštitut za budizem.
Leta 1985 sta menih Džidži Šuan in drugi odpotovala v Dunhuang prek Šindžjanga. Kmalu po vrnitvi so se nadaljevala redna predavanja o svetih spisih, meditacija in druge značilnosti tempeljskega življenja.

## Opis templja

### Dvorana štirih nebeških kraljev
Dvorana štirih nebeških kraljev vsebuje kipe Mi Leja, Veitua in štirih nebeških kraljev, ki predstavljajo ugodne okoliščine. Dvorana stoji na južnem robu oziroma »sprednjem« delu templja.

### Velika dvorana
Velika dvorana vsebuje številne kipe.
- Trije zlati Bude. Osrednji kip je Šidžjamouni (Śākjamuni), levi Amituofo (Amitābha) in desni Jaoši (Bhaisajjaguru).
- Dvajset dev. Kipi dvajsetih dev, prekriti z zlatom, obdajajo vzhodno in zahodno stran Velike dvorane.
- 18 edinstvenih zlatih arhatov stoji v dveh skupinah po devet.
- Velik zlati kip Guanjina stoji na severnem vhodu v Veliko dvorano, Šancai stoji ob Guanjinu, nad njim pa so skulpture, ki predstavljajo 53 učiteljev njegovega življenja.

### Dvorana žadastega Bude
Dvorana žadastega Bude je v severnem delu templja, v drugem nadstropju. Za vzpon do nje se zaračuna 10 juanov. V predsobi si lahko ogleda tudi nekaj dodatnih budističnih skulptur.

### Javna restavracija
Javna restavracija je v drugem nadstropju na vzhodnem robu templja in ima lasten vhod z ulice. Odprta je vsak dan in ponuja različne jedi z rezanci za pet juanov na skledo, najbolj priljubljeni med njimi so dvojni rezanci z gobami (双菇面). Druge jedi so na voljo po zmernih cenah. Vstopnice se prodajajo po barvah in jih oddate v glavni jedilnici, nato pa vam na mizo dostavijo juho, ki jo lahko delite z drugimi. Zgoraj je veliko bolj prestižna restavracija z veliko višjimi cenami.

### Drugo
V templju je tudi zasebna restavracija za menihe in prostovoljce v templju, ki je na zahodnem robu tempeljskega kompleksa. Ob južnem vhodu je pisarna za obiskovalce, v prostorih pa je tudi budistična knjižnica.